# مالاكاي تيوا
مالاكاي تيوا (بالإنجليزية: Malakai Tiwa)‏ (3 أكتوبر 1986 بفيجي - ) هو لاعب كرة قدم فيجي في مركز الوسط. شارك مع منتخب فيجي لكرة القدم. أما مع النوادي، فقد لعب مع هيكاري يونايتد ونادي با ‏.

## وصلات خارجية
- مالاكاي تيوا على موقع الاتحاد الدولي (مؤرشف)  (الإنجليزية)
- مالاكاي تيوا على موقع قاعدة بيانات كرة القدم.إي يو (الإنجليزية)
- مالاكاي تيوا على موقع ناشيونال فوتبول تيمز (الإنجليزية)
- مالاكاي تيوا على موقع Soccerway.com (الإنجليزية)